# Alceste
Alceste là vở opera 3 màn của nhà soạn nhạc người Đức Christoph Willibald Gluck. Người viết lời cho vở opera này là Calzabigi. Tác phẩm được trình diễn lần đầu tiên tại thủ đô Viên của Áo vào năm 1767. Sau đó, Du Rollet là người viết tiếng Pháp cho tác phẩm và được Gluck đích thân duyệt lại. Bản này được trình diễn lần đầu tiên tại Paris, Pháp vào năm 1776. Lời tựa cho tổng phổ của vở opera này có những tuyên bố nổi tiếng của Gluck về những yêu cầu đối với ca kịch. Và những tuyên bố này đã góp phần đưa Gluck trở thành một trong những nhà cải cách opera vĩ đại nhất. Làm theo những lời tuyên bố đó, Gluck đã làm thay đổi cả nền opera Đức và có ảnh hưởng sâu sắc đến nền opera châu Âu. Ông có ảnh hưởng không nhỏ đến các nhà soạn nhạc opera sau này như Wolfgang Amadeus Mozart, Hector Berlioz.